# Gallirallus vekamatolu
El rascón de Tonga (Gallirallus vekamatolu) es una especie extinta de ave gruiforme de la familia Rallidae. Se le conoce solamente por la descripción hecha en 2005 a partir de los restos del registro subfósil encontrados en ʻEua, isla perteneciente a Tonga, en el oeste de la Polinesia, y por una posible ilustración de 1793 efectuada durante la expedición de Malaspina. 